# 杨春蕾
杨春蕾（1969年—），法名智佛，生于四川成都，中国现代佛学画之父。张大千再传弟子，（师从孙家勤博士）皈依成都昭觉寺清定上师。1987年在《四川省文物志》编辑部工作；1988年就读西南师范大学历史系文博专业；1995年毕业于成都育学院美术系。张大千艺术研究院秘书长研究员，从事佛教绘画创作20余年，是当代中国重要的佛学画家和大风堂画派传承人。擅长工笔重彩，书法、篆刻 。